# Neurologia

Schema del sistema nervoso umano.

La neurologia è la branca specialistica della medicina che studia le patologie del sistema nervoso centrale (cervello, cervelletto, tronco encefalico e midollo spinale), del sistema periferico somatico (radici e gangli spinali, plessi e tronchi nervosi) e del sistema nervoso periferico autonomo (gangli simpatici e parasimpatici, plessi extraviscerali e intraviscerali).
Le conoscenze neurologiche si basano fortemente sulle scoperte realizzate nel campo delle neuroscienze, l'insieme degli studi scientificamente condotti sul sistema nervoso.
Fino agli anni settanta in Italia la trattazione delle malattie del sistema nervoso includeva in un unico "corpus" sia le patologie della mente sia le patologie "organiche", per cui la disciplina allora professata era definita "neuropsichiatria".
Anche in seguito alla riforma ispirata da Franco Basaglia, i due ambiti vennero articolati, scientificamente, clinicamente e didatticamente, in neurologia e psichiatria.
In tutto il mondo i due ambiti di studio sono solitamente praticati separatamente, indipendentemente dall'esperienza italiana, soprattutto per l'enorme mole di dati e conoscenze che entrambi hanno accumulato negli ultimi 50 anni, e per cui risulta ormai difficile condensarli in un solo ciclo di insegnamento.
Le malattie del sistema nervoso vengono distinte sia in base all'anatomia sia in base all'etiopatogenesi.

## Storia
Nel Mesolitico, intorno al 10000 a.C., veniva praticata la pratica della trapanazione del cranio.
Nel papiro egizio di Edwin Smith vi sono i più antichi riferimenti alle funzioni e alle malattie del sistema nervoso.
Nella medicina indiana del periodo Vedico, il testo Ayurvedico Charaka Samhita parla dell'epilessia, con una discussione sia dei sintomi sia dei possibili trattamenti.
In Grecia Ippocrate di Cos è il primo che stacca la disciplina medica dalla visione magica e religiosa dominante fino a quel periodo.
Nell'opera Il morbo sacro descrive l'epilessia.
Galeno, nel II secolo d.C., descrive sette paia di nervi cranici.

### Dal Medioevo al XVIII secolo
Andrea Vesalio, nel De humani corporis fabrica nega l'esistenza della rete mirabile e rappresenta numerose strutture tra cui il talamo e i plessi coroidei.
Nel XVII secolo Thomas Willis nel Cerebri Anatome fornisce una dettagliata descrizione del sistema nervoso.
Classifica i nervi cranici in dieci paia e descrive l'accessorio spinale.
Individua le anastomosi presenti alla base cranica, che formano il poligono di Willis.
Nel XVIII secolo Domenico Mistichelli osserva l'incrocio bulbare delle vie piramidali e Giovanni Battista Morgagni descrive l'idrocefalo, i tumori cerebrali e la paralisi cerebrale.
Robert Whytt indaga invece il riflesso pupillare alla luce.

### Età contemporanea
Nel XIX secolo Paul Broca localizza il centro motorio del linguaggio (area di Broca).
Theodor Schwann individua la guaina mielinica che riveste le cellule nervoso e Camillo Golgi introduce il metodo di colorazione mediante impregnazione argentica, che consente di visualizzare delle nitide immagini del neurone.
James Parkinson fornisce la prima descrizione della malattia che da lui prende il nome, la malattia di Parkinson.
Nella scuola francese Jean-Martin Charcot descrive le placche caratterizzanti la sclerosi multipla e studia la sclerosi laterale amiotrofica.
Alois Alzheimer riporta la prima descrizione clinica della demenza presenile.
Nel XX secolo vengono introdotti i raggi X da Wilhelm Roentgen e in campo diagnostico si ha una rapida evoluzione della tecnologia terapeutica tramite l'introduzione della tomografia assiale computerizzata (TAC), della tomografia a emissione di fotone singolo (SPECT), la tomografia a emissione di positroni (PET) e la risonanza magnetica nucleare (RMN).

## Malattie neurologiche
Le malattie neurologiche sono di competenza della neurologia, per il loro studio e la loro diagnosi. La neurologia si interessa di queste malattie sulla base della sede della lesione al cervello e assume che le malattie neurologiche siano in stretta relazione con la sede della lesione.
In altri termini, ciò significa che lesioni in sedi diverse del cervello, producano sintomi diversi - anche se le lesioni sono state provocate dalla stessa malattia o causa e che malattie neurologiche diverse, se interessano la stessa regione del sistema nervoso, possano produrre sintomi e segni simili o identici fra loro.
Assunto ciò, bisogna tenere presente, quindi, che in ambito della neurologia non si può considerare una malattia neurologica se non in stretta relazione con la sede anatomo-funzionale del sistema nervoso in cui si manifesta.

### Procedimento diagnostico
La prima fase della diagnosi è la ricostruzione della storia clinica del paziente, della registrazione dei sintomi che manifestano il disturbo, della loro modalità d'esordio ed evoluzione.
Occorre dunque considerare:
- un parametro temporale: quando è insorto il disturbo? da cosa è stato causato?
- un parametro evolutivo: come si è aggravato nel tempo e con quale intensità?
- un parametro di aggregazione dei sintomi: quali sintomi si sono aggregati nel tempo ai preesistenti?

La diagnosi deve coinvolgere oltre al paziente, anche gli informatori, quindi i parenti, e i pazienti vanno considerati anche in base alle loro terapie in atto o pregresse, considerando come eventuali farmaci (anche se non necessariamente psicotropi) possano influenzare il funzionamento del sistema nervoso centrale.
La diagnosi globale unisce l'anamnesi cognitivo-comportamentale all'esame neurologico obiettivo, la rivelazione di segni di un'eventuale lesione del sistema nervoso centrale, volto a indagare l'integrità dei sistemi funzionali (ad esempio, quelli motori o sensitivi).
Soltanto attraverso questa integrazione si potrà permettere la formulazione delle ipotesi localizzatorie (dove si trova la lesione nel cervello) e le ipotesi diagnostiche (qual è la malattia o la causa che ha provocato il disturbo).
Infine, si possono selezionare, da questo momento, le indagini diagnostiche di tipo strumentali volte a confermare o disconfermare le ipotesi diagnostiche da verificare.

### Classificazione delle patologie neurologiche
Come per altre patologie mediche, le patologie neurologiche vengono classificate in base al meccanismo patogenetico.
Vanno quindi distinte:
- Malattie cerebrovascolari;
- Malattie infettive e infiammatorie;
- Malattie neoplastiche;
- Malattie degenerative;
- Malattie traumatiche.

Una considerazione a parte merita invece l'epilessia.

#### Malattie cerebrovascolari

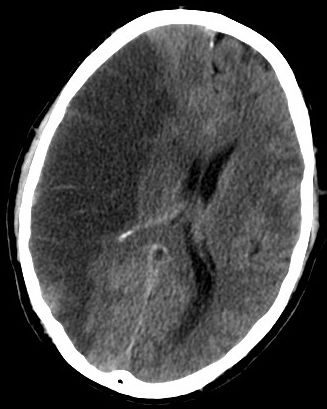
Immagine realizzata con tomografia computerizzata che mostra una ischemia del lobo destro del cervello.

Le malattie cerebrovascolari sono la terza causa di morte e la prima di disabilità nell'adulto.
Il quadro clinico è caratterizzato da un'insorgenza repentina - nel giro di pochi minuti - di segni o sintomi dovuti a danno focale, cioè limitato a un'area ben circoscritta del cervello.
La morte per causa neurologica avviene, nella maggior parte dei casi, in conseguenza di un disturbo cerebrovascolare, di natura repentina, che può provocare immediatamente una serie di complicanze come paralisi o afasia.
Questa patologia si indica anche con i termini di “ictus” o di “stroke” (“colpo”).
Esistono due tipi di meccanismi vascolari a provocare lo stroke, e di conseguenza, due tipi di ictus, sebbene mantengano alcune caratteristiche patogenetiche comuni: lo stroke può essere ischemico o emorragico.
Entrambi i tipi di disturbo aumentano la loro probabilità di insorgenza con l'avanzare dell'età e sono molto frequenti nelle diagnosi neuropsicologiche.
Vi sono inoltre dei fattori di rischio che rendono più probabile l'insorgenza dello “stroke”: ipercolesterolemia, vita sedentaria, obesità, fumo, alcol, ipertensione arteriosa.
L'intervento clinico, in questi casi, al fine di ripristinare le funzioni psichiche è possibile solo quando il disturbo vascolare cerebrale si è già stabilizzato, dopo circa venti giorni dopo il “colpo”, e l'intervento consiste per lo più in un programma riabilitativo.
Un sintomo tipico, in seguito a “stroke” è l'afasia, che tuttavia deve essere localizzata in una sede del cervello.
Le lesioni si notano bene con la tomografia computerizzata (TC), ma solo dopo qualche giorno, e invece molto male con la risonanza magnetica: per l'appunto, tutte le malattie cerebrovascolari si possono vedere solo dopo qualche giorno il “colpo” e non subito.
Invece le malformazioni arteriovascolari possono essere evidenziate con arteriografia o angiografia (arteriografia in risonanza magnetica).
Le arterie vertebrali confluiscono nell'arteria cerebrale, che si divide in anteriore, media e posteriore.
Le ischemie e le emorragie possono riguardare ciascuno dei due rami: nelle ischemie un'occlusione impedisce il passaggio del sangue a tutta l'arteria (ad esempio, l'arteria cerebrale media).
Studi epidemiologici mostrano come le malattie cerebrovascolari sono quelle a frequenza maggiore fra le malattie neurologiche.
L'esame neurologico, che rileva i disturbi, viene poi approfondito con l'esame neuropsicologico, allorché i sintomi si sono stabilizzati.
L'esame neuropsicologico consiste in una zoomata ancor più specifica dell'esame neurologico, e poiché i sintomi cambiano continuamente, è prassi ripetere l'esame nuovamente dopo circa venti giorni, attendendo la stabilizzazione dei sintomi.

### Attacco ischemico transitorio
L'attacco ischemico transitorio o TIA, dall'inglese transient ischemic attack, è causato da un disturbo temporaneo di irrorazione sanguigna a una parte limitata del cervello, e si manifesta con un deficit neurologico che permane, per definizione, per un periodo inferiore alle 24 ore; se i sintomi persistono per un tempo maggiore si parla di "ictus" (in inglese stroke).
I sintomi sono molto variabili da paziente a paziente, a seconda dell'area cerebrale coinvolta. I sintomi più frequenti includono la cecità temporanea o amaurosi transitoria, l'incapacità di parlare o afasia, la debolezza di una metà del corpo o emiparesi e la ipoestesia (diminuzione della sensibilità) o il formicolio della cute, di solito ad una metà del corpo. La perdita di conoscenza è decisamente poco frequente.
La principale causa di TIA è un embolo (piccolo coagulo) che occlude un vaso arterioso cerebrale. Esso nasce generalmente dalla rottura di una placca ateromasica o aterosclerotica in una delle arterie carotidi o da un coagulo originatosi in un atrio cardiaco in seguito a fibrillazione atriale.
Altre cause sono il restringimento (stenosi) di grossi vasi dovuto a placche aterosclerotiche, e l'aumento di viscosità del sangue. Il TIA è correlato con altre condizioni patologiche come l'ipertensione, malattie cardiache (specialmente fibrillazione atriale), ipercolesterolemia, fumo e diabete mellito.
Un TIA può essere facilitato dall'uso di farmaci usati in psichiatria come l'olanzapina.
Fondamento della terapia dopo un TIA deve essere la diagnosi ed il trattamento della causa determinante. Non è sempre possibile distinguere subito un TIA da un ictus. La maggior parte dei pazienti ai quali viene diagnosticato in un dipartimento d'emergenza un TIA pregresso viene dimessa e inviata al medico di famiglia per procedere alle opportune indagini. Un TIA può essere considerato un "ultimo avviso". La causa dell'evento dovrebbe essere immediatamente cercata con un esame neuroradiologico del cervello. La terapia di prima scelta è l'acido acetilsalicilico (aspirina); di seconda indicazione il clopidogrel o la ticlopidina. In caso di TIA ricorrenti in trattamento con acido acetilsalicilico è indicata l'associazione ac. acetilsalicilico - dipiridamolo.

### Stroke emorragico
L'ictus emorragico (o emorragia cerebrale) consiste nella rottura di un vaso e conseguente spargimento di sangue nella zona circostante. Il tessuto nervoso va in necrosi da infarcimento emorragico.
Le cause più frequenti della rottura del vaso che provoca l'ictus sono i traumi, le crisi ipertensive, la rottura di aneurismi cerebrali e delle malformazioni artero-venose.
In base alla sede possiamo classificare i vari tipi di emorragie:
- emorragia intracerebrale (o intraparenchimale: una raccolta di sangue all'interno del cervello);
- emorragia subaracnoidea (una raccolta di sangue nel liquor nello spazio fra pia madre e aracnoide);
- emorragia epidurale (una raccolta di sangue fra la teca cranica e la dura madre);
- emorragia subdurale (una raccolta di sangue al di sotto della dura madre).

La causa di queste forme è solitamente traumatica.
Le manifestazioni cliniche dell'emorragia intraparenchimale non presentano caratteristiche patognomiche tali da differenziarlo con certezza da ictus ischemico: entrambe le forme sono caratterizzate da insorgenza acuta di sintomi focali dipendenti dalla sede dell'ematoma e il quadro clinico si sovrappone a quello dell'ictus ischemico, con la differenza che la patologia non è riconducibile a un territorio vascolare definito. Inoltre, al danno focale si somma l'effetto meccanico dell'accumulo di sangue (ematoma), che agisce come una massa in espansione, comprimendo e dislocando i tessuti circostanti, e come nel caso dell'ischemia, l'aumento della massa dentro la scatola cranica induce un aumento di pressione. La sede è infatti un indice affidabile di una causa primaria (emorragia ipertensiva, dove la rottura avviene in tipiche strutture del cervello, come i nuclei della base, il cervelletto, il ponte del tronco) o secondaria a rottura di aneurisma.
L'emorragia subaracnoidea si manifesta con un quadro clinico patognomonico: cefalea acuta e improvvisa tipicamente nucale, possibile perdita di coscienza all'esordio, crisi epilettiche. In molti casi si associa a un danno nel parenchima circostante (per ematoma e/o per danno ischemico tardivo per successivi fenomeni di vasospasmo).
La causa più frequente dell'emorragia subaracnoidea è la rottura di aneurismi intracranici spesso localizzate nei punti di biforcazione delle arterie, in particolare nel circolo di Willis, una regione inferiore del cervello dove si concentrano gli aneurismi e che si vede con l'arteriografia, un esame che mette in evidenza il decorso delle arterie al cervello. La rottura dell'aneurisma dell'arteria comunicante porta poi alla sindrome frontale.
L'aneurisma è una deformazione di un'arteria, che può rompersi se sottoposta a pressione e portare a un'emorragia.
Le ischemie o le emorragie possono essere provocate da edema, ossia un rigonfiamento che determina una compressione (effetto massa) sulle strutture come il bulbo e il ponte, dove sono presenti i centri nervosi che controllano la respirazione e il battito cardiaco.
La TC è particolarmente indicata per valutare la presenza di ictus emorragico (è affidabile nell'evidenziare la presenza di sangue).

#### Malattie infettive e infiammatorie
Le malattie infettive del sistema nervoso centrale possono essere classificate in base alla sede dell'infezione (come per le meningiti o le encefaliti) o in base all'agente eziologico (virus o batteri).
Il quadro clinico, per le meningiti, è composto da segni di irritazione alle meningi (cefalea, rigidità nucale, alterazione dello stato di coscienza, coma).
Talvolta si presentano anche febbre ed epilessia.
I sintomi sono focali e dipendono dal processo infettivo.
Dal punto di vista neuropsicologico, il quadro infettivo più noto è l'encefalite herpetica, provocato da un virus noto come herpes simplex di tipo 1.
L'infezione causa un'elevata mortalità, seppur ridotta rispetto a molti decenni fa grazie all'azione degli antivirali, e gravi sequele cognitive.
L'encefalite herpetica, infatti, provocava un edema che fino agli anni novanta portava sempre alla morte.
Il virus si localizza a livello della corteccia temporale, fronto-orbitaria e del lobo limbico.
Nella fase acuta di insorgenza, i sintomi principali sono: disorientamento, confusione virale, crisi epilettiche, demenza encefalica.
Le cause sono ignote.
Sebbene la mortalità si sia ridotta grazie agli antivirali e alla diagnosi tempestiva, permangono vari residui cognitivi.
I siti preferenziali di aggressione del virus sono i lobi temporali-mediali e temporali-inferiori.
Il paziente ha un'amnesia anterograda e amnesia semantica, con perdita della conoscenza degli oggetti, poiché nelle facce del lobo temporale sono contenute proprio le informazioni semantiche.
In particolare, della memoria semantica, è intaccata la memoria categoriale, ovvero solo alcune categorie semantiche sono intaccate: per esempio, sa come funziona la lavatrice, ma dice che il serpente ha le zampe.
Per questo vengono spesso indicati come “pazienti bizzarri”.
L'encefalite herpetica si diagnostica con un prelievo del liquor cerebrospinale e in seguito a un esame di laboratorio di tipo neurologico, inserendo un ago fra le vertebre nello spazio extradurale, dove permane il liquor.
Se risulta la presenza di un anticorpo contro il virus herpes simplex in quantità eccessive si deduce vi sia il virus.
Un'altra malattia infettiva è la malattia di Jakob-Creutzfeld, che provoca una demenza a sviluppo rapido.
Il paziente si indementisce e muore nel giro di poco tempo.
La causa è ignota, ma pare che la malattia sia la variante umana delle “sindrome della mucca pazza”.
Infine, è nota la demenza a seguito di Aids, conosciuta con il nome di AIDS Dementia Complex, che provoca un decadimento cognitivo progressivo, seppur molto diverso dalle demenze di tipo Alzheimer.
È caratterizzata da disturbi attentivi e motori, con un quadro simile a quello della malattia di Parkinson, laddove i disturbi cognitivi sono secondari a quelli motori.
Le malattie infiammatorie sono dette anche demielinizzanti, caratterizzate per questo dalla perdita di mielina, la guaina che riveste gli assoni.
Il prototipo di queste patologie è la sclerosi multipla, una malattia tipica dell'età giovanile e associata a gravi disabilità; si caratterizza per le lesioni demielinizzanti multifocali con comparsa in tempi diversi.
La sintomatologia clinica riflette la sede focale di demielinizzazione, con interessamento di qualsiasi altra parte del sistema nervoso e quindi con possibile comparsa di deficit motori, sensitivi e visivi.
La compromissione cognitiva è frequente, anche se un quadro demenziale si osserva solo in una piccola percentuale di pazienti.
La degenerazione progressiva della guaina mielinica fa sì che la malattia aggredisca per lo più i neuroni lunghi.
Poiché gli assoni mielinizzati sono provvisti di sostanza bianca, sarà opportuno usare la Risonanza Magnetica che è l'unica diagnosi strumentale che può separare la sostanza bianca dalla sostanza grigia.
Più precoce è il sintomo, più grave è la prognosi della malattia e con i test sui tempi di reazione ci si accorge che gli stessi sono rallentati e i sintomi che emergono sono di tipo motorio, cognitivo, attentivo, sensitivo (deficit nel campo visivo, attraverso diagnosi degli assoni del nervo ottico).

#### Tumori cerebrali
Con l'espressione tumori cerebrali si fa riferimento ad un ampio gruppo di patologie neoplastiche che possono svilupparsi nel sistema nervoso centrale, sia a livello dell'encefalo che del midollo spinale e che si dividono principalmente in tumori maligni e benigni, sebbene vi sia un'incidenza (relativamente contenuta) di manifestazioni borderline, ovvero di tumori generalmente non invasivi ma potenzialmente malignizzanti.
Nel novero dei tumori cerebrali si distinguono inoltre lesioni primarie e secondarie, rispettivamente tumori originati dal sistema nervoso centrale (gliomi, neurinomi, ependinomi, medullomi, ecc) o al di fuori di esso, ma che si manifestano sotto forma di metastasi da neoplasie primarie con sede in altri organi (come il polmone, la mammella o la tiroide)
I tumori più frequenti sono i gliomi (circa il 50%), i tumori delle cellule gliali, seguiti dai meningiomi.
La classificazione dei tumori cerebrali maligni è indicata dalla scala WHO, e comprende il I°, il II°, il III° ed il IV° grado.
Il glioblastoma multiforme è la forma più maligna di tumore cerebrale e comprende circa il 20% dei tumori primitivi.
Il quadro clinico dei tumori cerebrali è caratterizzato dai seguenti elementi, in ordine di frequenza:
a)	alterazione delle funzioni cerebrali (motorie, sensitive e cognitive);
b)	crisi epilettiche;
c)	stati confusionari.
L'esordio dei tumori cerebrali può essere subdolo e progressivamente ingravescente (esordio subacuto), ma può anche manifestarsi più violentemente come nel caso delle crisi epilettiche.
I sintomi più frequenti sono così rappresentati:
- cefalea, dovuta a sviluppo di ipertensione endocranica (provocata da aumento della massa tumorale dentro la scatola cranica e dalla compressione/dislocazione del parenchima o tessuto cerebrale e del sistema ventricolare;
- rallentamento ideomotorio
- confusione
- crisi epilettiche (in un caso su tre) a esordio parziale.

I tumori cerebrali per lo psicologo clinico, come per lo psichiatra o lo psicoterapeuta, rappresentano un serio rischio di errore professionale, che è sempre in agguato in qualunque età e in qualunque situazione.

#### Diagnosi e prognosi
Se il paziente è sospetto è bene inviarlo al neurologo, poiché eccezion fatta per un riscontro diagnostico in seguito a Tc o Risonanza Magnetica, niente può escludere la possibilità di un tumore cerebrale.
La diagnosi, come in tutte le altre patologie e deficit, deve sempre essere impostata su tre parametri:
1.	Parametro temporale (Quando insorge il sintomo?): i sintomi, nel tumore cerebrale, devono essere insorti in un periodo piuttosto recente (6-12 mesi). Spesso il paziente non sa rispondere sull'origine dei sintomi;
2.	Parametro evolutivo (Come evolve? Come peggiora? A quale velocità?): i sintomi peggiorano progressivamente e sono puramente psichici.
3.	Parametro aggregativo (Come i sintomi si aggregano ad altri? Quali sono?): i sintomi tendono ad associarsi ad altri, ad esempio, prima può verificarsi un disturbo alla memoria, a cui poi si aggiunge un disturbo di scrittura, poi anche di calcolo e così via.
La prognosi varia sensibilmente in base a diversi parametri, come l'istotipo della patologia, l'età del paziente, il suo stato di salute al momento della diagnosi, l'aggressività del tumore e la risposta della patologia stessa ai protocolli terapeutici.

#### Terapie per i tumori cerebrali
Attualmente il protocollo terapeutico prevede l'eradicazione chirurgica del tumore (se possibile e consigliabile), la radioterapia ed il trattamento tramite farmaci chemioterapici.
È bene ricordare che ogni situazione rappresenta un quadro clinico a sé stante, e che i trattamenti devono essere calibrati a seconda delle esigenze del paziente anche tenendo conto del rapporto rischi/benefici. Ad esempio, per un tumore benigno riscontrato accidentalmente e che non provochi sintomi può essere consigliabile la semplice osservazione tramite controlli periodici, mentre per un glioma di basso grado (specialmente se di I°) l'asportazione è solitamente sufficiente.
L'immunoterapia è attualmente una nuova opzioni terapeutica dai risultati molto promettenti.

#### Malattie degenerative
Le malattie degenerative sono malattie neurologiche contraddistinte da progressiva perdita delle funzioni motorie o di quelle cognitive, e tutte caratterizzate dall'evoluzione ingravescente nel tempo della malattia.
Non sono del tutto noti i meccanismi patogenetici primari, e non esiste un'eziologia omogenea.
L'esordio della malattia è insidioso e gradualmente ingravescente, determinato da riduzione progressiva del numero dei neuroni.
Il quadro clinico include:
- sintomi sensitivo-motori (malattie da disturbo motori)
- sintomi mentali (malattie da demenze progressive).

Per alcune forme si riconosce una familiarità o una trasmissione genetica.
Da questa prima suddivisione è possibile fornire una prima classificazione delle malattie degenerative.
Infatti esistono patologie degenerative dove i sintomi mentali prevalgono su quelli motori (demenze progressive), altre dove i sintomi motori prevalgono su quelli cognitivi (parkinsonismi o malattie da disturbi motori): tuttavia sarà utile tenere presente che i suddetti quadri, in molte tipologie di malattie, tendono a sovrapporsi.

#### Demenze o deterioramento cognitivo
La demenza, o “decadimento cognitivo generalizzato” è uno stato di deterioramento psichico detto “generalizzato” perché coinvolge tutti i processi cognitivi, ovvero, la malattia aggredisce, dunque, aree molto diverse del cervello e intacca le varie funzioni a esse corrispondenti, soprattutto la memoria, il linguaggio, le funzioni prassiche, l'attenzione, i processi di decodifica delle informazioni.
Ciò comporta un decadimento del funzionamento cognitivo più generale.
In altri termini, la malattia non intacca selettivamente una singola funzione, ma aggredisce diverse aree del cervello e le tante funzioni a loro corrispondenti, per lo più di tipo cognitivo, contribuendo a determinare un declino del funzionamento cognitivo globale e un quadro fortemente invalidante e compromettente l'efficienza adattativa, lavorativa e sociale del paziente.
La demenza è una malattia tipicamente senile, poiché la frequenza di queste malattie aumenta in relazione all'avanzare dell'età.
Non di meno, la definizione di demenza viene fornita per la prima volta da un comitato di geriatria, quello del Royal College nel 1981:
“La demenza consiste nella compromissione globale delle funzioni cosiddette corticali superiori, ivi compresa la memoria, la capacità di far fronte alle richieste della vita di tutti i giorni, di svolgere le prestazioni percettivo - motorie acquisite in precedenza, di conservare un comportamento sociale adeguato alle circostanze e di controllare le proprie reazioni emotive, tutto ciò in assenza della compromissione dello stato di vigilanza”
I sintomi demenziali possono essere, tuttavia, anche un sintomo di una forma tumorale avanzata o la conseguenza di un trauma cranico.
Occorre, inoltre, distinguere il demente dal ritardato mentale, poiché il primo aveva in passato raggiunto un alto livello di efficienza cognitiva, che poi è decaduto, invece il secondo è sempre stato con un livello di efficienza cognitiva basso.
La diagnosi di demenza è dunque possibile soltanto se, in seguito alle valutazioni e l'anamnesi, che il paziente manteneva precedentemente un più alto livello di funzionamento cognitivo rispetto a quello attuale e si deve quindi poter dimostrare l'avvenuto peggioramento del detto funzionamento.
Il parametro diagnostico fondamentale è dunque il progressivo e ingravescente peggioramento dell'efficienza mentale nel tempo, poiché non esiste nemmeno un parametro definibile come “normale” o “anormale”, allorché anche un paziente con ritardo mentale o un paziente con sindrome di Down, potrebbero aver incorso in demenza, sempre che l'attuale livello di funzionamento risulti ancora più basso del precedente raggiunto, sebbene sotto la norma.
Le demenze sono così classificate:
- reversibili: le forme demenziali transitorie dovute, ad esempio, a intossicazione da alcol o da farmaci;
- irreversibili: le forme demenziali peggiorative nel tempo, che coincidono con la maggior parte delle demenze;
- demolitive: le forme demenziali che rimangono stazionarie, come le demenze pugilistiche.

Una forma di demenza irreversibile è la demenza vascolare, provocata da lesioni sparse a varie aree cerebrali, corticali e sottocorticali, come quelle del linguaggio e del calcolo (area parietale), della lettura (area temporale), della memoria (area mediale).
I sintomi sono da rintracciare in deficit delle varie funzioni cognitive.

#### Malattia di Alzheimer
Una forma di demenza irreversibile, quelle più nota, è la malattia di Alzheimer, una malattia senile che ha il suo esordio in genere dopo i 65 anni di età (4% della popolazione generale), per moltiplicare di molte volte il rischio d'insorgenza della malattia con l'aumento dell'età (20% della popolazione generale dopo gli 80 anni). La malattia, come anche le malattie vascolari, è correlata particolarmente con l'età avanzata.

#### Altre forme demenziali
Le demenze più note, oltre l'Alzheimer, sono:
- Demenza di Pick
- Demenza Fronto-temporale
- Corea di Huntington
- Malattia di Parkinson

#### Demenza di Pick
Il rapporto fra i dementi di Pick e quelli di Alzheimer è 1/20.
L'atrofia è presente sul lobo frontale.
Mostrano:
- Deficit dell'interazione sociale
- Apatia (disturbi dell'umore)
- Irritabilità
- Aggressività.

#### Demenza Fronto-temporale
È una forma di demenza semantica, dove il disordine cognitivo è più marcato nella memoria semantica, rispetto a quella episodica anterograda dell'Alzheimer.
Il rapporto fra questa forma di demenza e quella dell'Alzheimer è 1/100.

##### Demenze sottocorticali
La malattia di Parkinson è il prototipo delle malattie degenerative con prevalenti disturbi del movimento.
Come l'Alzheimer è una patologia sporadica e non si conosce la causa.
Sintomatologia clinica:
- Sintomi motori (tremore a riposo)
- Bradicinesia (lentezza nei movimenti)
- Rigidità (aumento del tono muscolare, cammina a piccoli passi e ha scarsa mobilità facciale).

La malattia è definita “extrapiramidale” (il sistema piramidale controlla i movimenti volontari), perché sono coinvolti i gangli della base.
I gangli della base, se lesionati, pregiudicano i sintomi, come il tremore, ma se è impegnato in un'attività finalizzata allora non trema.
La malattia è legata alla riduzione della produzione di dopamina nei gangli della base (nuclei a trasmissione dopaminergica).
L'esordio è graduale e il decorso lentamente ingravescente e la malattia può portare a gravissima disabilità.
La diagnosi è fondamentalmente clinica e gli esami strumentali servono solo a escludere altre patologie.
Il correlato anatomo-patologico mostra la presenza di corpi eosinofili citoplasmatici (corpi di Lewy) nei neuroni dopaminergici della sostanza nera mesencefalica con successiva perdita neuronale.
Si è scoperto che è proprio il deficit di dopamina è in gran parte responsabile della patologia: la terapia per questo si basa nell'aumentare la dopamina nel cervello.
L-dopa è il precursore della dopamina, che aumenta la produzione di dopamina, e si è osservato che i pazienti rispondono bene alla sua somministrazione.
Esami con la PET mostrano che nel cervello normale si vede più dopamina nei gangli della base.
Si è osservato che un terzo dei pazienti presenta disturbi cognitivi, fino a un quadro demenziale vero e proprio.
La diagnosi differenziale è molto complessa per questi pazienti, che presentano molte similitudini con altre forme di demenze, come la demenza a corpi di Lewy, la paralisi sopranucleare progressiva e la degenerazione cortico-basale, delle quali si hanno conoscenze parziali circa la patogenesi.
Attualmente, per distinguere le malattie si usa il criterio temporale:
- Nel Parkinson, comparsa più veloce del disturbo motorio;
- Nella demenza a corpi di Lewy diffusi, comparsa più veloce del deficit cognitivo.

Un'altra malattia è la sclerosi laterale amiotrofica (SLA), che comprende diverse varianti a seconda della malattia ai motoneuroni (centrali o periferici) o di gruppi di motoneuroni (come quelli che controllano, ad esempio, i muscoli degli arti o dei bulbi).
Quadro clinico: debolezza muscolare progressivamente ingravescente, che si estende a gruppi muscolari adiacenti fino a interessare la muscolature respiratoria.
Solo il 25% dei pazienti sopravvive dopo i 5 anni e può coinvolgere un quadro demenziale con caratteristiche frontali.
Non sempre il Parkinson diventa demente, e quando sviluppa una demenza è una forma demenziale di tipo attentivo (ricorda poco, ha un deficit dell'attenzione e di conseguenza della memoria).
Questa forma demenziale è tuttavia molto più lieve di quella dell'Alzheimer.

##### Terapia per il Parkinson
Si è visto che per curare il Parkinson (attraverso l'aumento della dopamina) nei pazienti si è riscontrato spesso che mostravano i sintomi tipici della schizofrenia (deliri, allucinazioni).
L'aumento di dopamina provoca le alterazioni nel funzionamento neurochimico e non nella morfologia, e riguardano, appunto, il sistema dopaminergico, dove le connessioni nei gangli della base nella schizofrenia producono un eccesso di dopamina.
Il Parkinson e la Schizofrenia sono due malattie, da un punto di vista biochimico, opposte: il Parkinson è provocato da una riduzione di dopamina nei gangli della base e si cura aumentandola (attraverso l'L-dopa) e la Schizofrenia è provocata invece da un eccesso di dopamina nei gangli della base e si cura riducendola (attraverso i neurolettici, che chiudono i recettori del neurone post-sinaptico della dopamina, oppure aumentando la decomposizione della dopamina).
È utile sottolineare come la neurologia o la psichiatria non guariscono definitivamente i sintomi, ma li tengono sotto controllo, quindi, per esempio, nel caso della schizofrenia, i farmaci aiutano il paziente a non vedere più l'allucinazione, ma non eliminano del tutto la malattia.

#### Malattie traumatiche
Il trauma cranico consiste in un violenti impatto del capo, che può provocare vari tipi di conseguenza:
- Frattura al cranio
- Lesioni interne al cervello
- Lesioni esterne al cervello

L'ematoma subdurale, per esempio, consiste un accumulo di sangue in una zona, che per manifestarsi richiede un certo periodo di tempo.
Le lesioni possono interessare tutto il cervello e statisticamente quelle più frequenti sono alla base del lobo frontale e sul polo del lobo temporale.
I traumi cranici rappresentano la principale causa di disabilità nell'età giovanile (fino ai 45 anni).
Il trauma cranico può causare direttamente la frattura del cranio la frattura può interessare anche la dura madre.
La frattura ossea può lacerare un vaso arterioso meningeo, provocando un'emorragia epidurale, ma anche un trauma non fratturativo può essere causa di emorragia subaracnoidea o subdurale per la rottura di vene fra dura madre ed encefalo.
Il trauma cranico può produrre diversi effetti e può essere:
- Lieve: caratterizzato dal mantenimento dello stato di coscienza
- Moderato: con perdita di coscienza prolungata e/o prolungato stato confusionale

La presenza e la durata della perdita di coscienza e in particolare dell'amnesia peritraumatica (retro e anterograda) sono considerati gli indici più affidabili di gravità del trauma.
Alcuni pazienti, dopo uno stato protratto di coma, mantengono parametri vitali normali, aprono gli occhi e sembrano apparentemente vigili, pur senza evidenza di attività cognitiva o capacità di reagire a stimoli ambientali.
Tale stato si definisce comunemente stato vegetativo permanente e anche in persone che recuperano la vigilanza possono spesso persistere deficit cognitivi di natura e gravità variabile in rapporto soprattutto alla sede della lesione.
I deficit più frequenti si verificano a carico dell'attenzione e delle funzioni “frontali”, talvolta con disturbi del comportamento tali da impedire la normale ripresa delle attività precedenti al trauma.
L'encefalo è protetto e ammortizzato da tre membrane:
- Pia madre
- Dura madre
- Aracnoide

I traumi dovuti a incidente stradale interessano prevalentemente soggetti giovani maschi, che fanno molti più incidenti.
Sintomi del trauma cranico:
- Disturbi dell'attenzione (colpo al lobo frontale temporale)
- Alterazione del carattere (diventa più irritabile, aggressivo)
- Disturbi della memoria (amnesia post-traumatica)
- Afasia anomica (ha difficoltà a trovare le parole)
- Amnesia lacunare
- Disorientamento (non ricorda cosa ha fatto o dove si trovava solo un'ora prima).

Il traumatizzato cranico può presentarsi in diversi livelli di gravità.
Occorre, nella diagnosi, porsi le domande riguardo alla perdita di conoscenza, al suo eventuale livello, e se è un coma.

#### Scala del coma di Glasgow
I punteggi complessivi vanno da 3 (caso più grave) a 15 (nessun danno).
Un punteggio di circa 7-8, è spesso associato a un quadro nel quale il paziente difficilmente non mostra dei sintomi di interesse marcato e non ritorna più come prima del trauma.
Infatti si ripresentano in seguito vari residui, che dipendono dalla gravità dell'evoluzione del caratteristiche del trauma.
Le conseguenze per il traumatizzato cranico sono in genere stabili, ma possono andare dall'irreversibilità della coscienza all'apparente totale recupero.
Molti sintomi sono subdoli, che possono portare a un grave disadattamento.
- Cambiamenti di carattere (aggressività, irritabilità)
- Residui afasici
- Residui amnestici (amnesia anterograda per il 95% dei traumatizzati cranici, che ad esempio, studiano e poi non ricordano)
- Riduzione nei tempi di reazione (ad es. non sono più in grado di guidare)

Dopo la fase acuta, il paziente viene considerato integro dal medico, ma in realtà ha ancora molti sintomi subdoli e residui che si manifestano solo più tardi.

##### Stato di morte cerebrale
La lesione cerebrale fa scomparire l'attività cerebrale (che si rileva con l'EEG).
Lo stato di morte cerebrale può avvenire, per esempio, a seguito di:
- Violentissimo trauma cranico
- Tentativo di impiccagione
- Infarto

In tutti questi casi, il sangue ossigenato non affluisce più al cervello per diversi minuti.
Lo stato vegetativo persistente è caratterizzato da un periodo di almeno un anno dove il paziente non risponde più a nessuna stimolazione esterna, ma mantiene alcuni automatismi motori (ad es. beve).
I suoi movimenti sono casuali, poiché non ha coscienza.
È stata fatta una ricerca a pazienti in stato vegetativo persistente unitamente a un gruppo di pazienti di controllo ai quali veniva chiesto di giocare a tennis.
Si osservava nel frattempo l'attività mentale di entrambi i gruppi di pazienti tramite risonanza funzionale ed è emerso che 15 su 60 pazienti in stato vegetativo persistente rispondevano con un'attività mentale simile a quella del gruppo di controllo.
È stato per questo costruito un sistema per valutare le risposte del soggetto sulla base del quale (cioè attraverso l'attività cerebrale) egli poteva rispondere a domande semplici (si/no) e coloro che rispondevano in maniera corretta erano del 20%.
Un'altra tecnica, quella del Mind Driving, rileva i ricordi e gli stati mentali corrispondenti ad attività cerebrale.